# Archidiocèse de Libreville
 (mars 2019).
Si vous disposez d'ouvrages ou d'articles de référence ou si vous connaissez des sites web de qualité traitant du thème abordé ici, merci de compléter l'article en donnant les références utiles à sa vérifiabilité et en les liant à la section « Notes et références ».
L’archidiocèse de Libreville est une juridiction de l'Église catholique au Gabon. Son ordinaire actuel est Mgr Jean-Patrick Iba-Ba depuis le 12 mars 2020.

## Historique
La préfecture apostolique des Deux Guinées et Sénégambie (appelée également préfecture apostolique de Guinée Supérieure et Inférieure et de Sierra Leone) est créée le 22 janvier 1842, par détachement du diocèse de Funchal (au Portugal).
Elle est érigée en vicariat apostolique en 1846.
Ce dernier change de dénomination le 6 février 1863 pour devenir le vicariat apostolique des Deux Guinées, à la suite d'une scission qui entraîne par ailleurs la création du vicariat apostolique de Sénégambie.
Il change à nouveau de dénomination le 18 mars 1890 pour devenir le vicariat apostolique du Gabon, puis encore une fois le 10 juillet 1947 pour devenir le vicariat apostolique de Libreville.
Il est érigé en diocèse le 14 septembre 1955, puis élevé en archidiocèse de Libreville (Archidioecesis Liberopolitanus) le 11 décembre 1958.
EN février 1982, le diocèse reçoit la visite du pape Jean-Paul II.